# Order Lwa Flamandzkiego

Lew Flamandzki

Order Lwa Flamandzkiego (niderl. Orde van de Vlaamse Leeuw) – regionalna odmiana belgijskiego orderu Korony, nadawana od 1995 roku w imieniu króla Belgów przez regionalny rząd we Flandrii.

## Historia i oznaka
Odznaczenie zostało ustanowione 13 czerwca 1995 przez regionalny rząd flamandzki i jest nadawane przez prezesa rządu wyłącznie za cywilne zasługi dla Flandrii, zarówno Belgom jak cudzoziemcom. Wielkim Mistrzem jest każdorazowy szef rządu. Dewizą orderu jest pochodzące z XIV wieku (bitwa pod Courtrai, 1302) zawołanie bojowe powstańców flamandzkich „Vlaenderen die Leu” („Flandria i lew”).
Order posiada pięć klas według znanego (nieco zmodyfikowanego) schematu Legii Honorowej, z tytułami:
- Wielki Oficer (Grootofficier)
- Komandor (Commmandeur)
- Oficer (Officier)
- Kawaler (Ridder)
- V. klasa tytułu nie posiada.

Oznaką orderową jest zmodyfikowana gwiazda federalnego Orderu Korony, tzn. pięcioramienna, emaliowana na biało gwiazda z ramionami krzyża maltańskiego, z promieniami między nimi, z herbem Flandrii – Lwem Flamandzkim, czarnym w żółtym polu, w medalionie środkowym awersu (zamiast korony królewskiej w pierwowzorze), oraz z dewizą orderową w medalionie rewersu. Zawieszką oznaki jest wieniec laurowy.
We Flandrii istnieje od 1971 także stowarzyszenie patriotyczne, rodzaj zakonu rycerskiego o tej nazwie co order, „Orde van de Vlaamse Leeuw”, zajmujące się działalnością społeczną i kulturalną, nadające honorowe odznaki w formie srebrnych plakietek z wyobrażeniem Lwa Flamandzkiego.